# آندره وینر
آندره وینر (انگلیسی: Andre Winner؛ زادهٔ ۹ نوامبر ۱۹۸۱) ورزشکار هنرهای رزمی ترکیبی و کاراته‌کا اهل گرنادا است.
وینر در سنت جورج، گرانادا از پدری سفیدپوست بریتانیایی و مادری آفریقایی-کارائیبی متولد شد و در هفت سالگی به لستر، بریتانیا نقل مکان کرد. برنده یکی از سه برادر و فرزند وسط است. برادر بزرگتر او ویلیام و برادر کوچکترش مایکل نام دارد. مایکل اغلب در طول مبارزات خود در گوشه اوست و اغلب در تمرینات کمک می کند. او در دوران دبیرستان شروع به ورزش کرد و در فوتبال و سایر رشته های دو و میدانی شرکت کرد. وینر هرگز به این فکر نمی کرد که یک رزمی کار ترکیبی باشد اما عاشق ورزش بود. او به کلاس های دفاع شخصی در لستر شوت فایترز رفت و با دن هاردی و پل دیلی آشنا شد. هاردی از وینر الهام گرفت تا این ورزش را واقعی امتحان کند.